# Grammopyga cincticollis
Grammopyga cincticollis är en skalbaggsart som beskrevs av Hope 1842. Grammopyga cincticollis ingår i släktet Grammopyga och familjen Cetoniidae. Inga underarter finns listade i Catalogue of Life.